# Махмудова, Анор Мадаминовна
Анор Мадаминовна Махмудова (узб. Anor Madaaminova Mahmudova; род. 2 мая 1942 года, Гурленский район, Хорезмская область, Узбекская ССР) — узбекский педагог. В 2004 году награждена званием «Герой Узбекистана».

## Биография
В 1964 году окончила Хорезмский педагогический институт. С 1964 года работает в 1-й школе Гурланского района. В 1972 году перешла на работу учителем профессионального училища № 35, а позже стала директором этого училища. С 1984 года руководитель отдела народного образования Гурленского района. С 1986 года начала работать директором школы № 5 Гурланского района.
Махмудова известна как руководитель, способный самостоятельно решать важные и актуальные вопросы в сфере народного образования. В последние годы в школе проводятся образовательные эксперименты по математике, физике, родному языку, а также увеличилось количество специализированных классов. Под руководством Махмудовы в школе налажено внешкольное финансирование и маркетинговые службы.

## Награды
- Орден «Мехнат шухрати» (1999 год)
- Герой Узбекистана (2004 год).